# 大統領再選委員会
大統領再選委員会（だいとうりょうさいせんいいんかい、略称：CRP、またはCREEP、正式名称：Committee for the Re-election of the President）は、アメリカ合衆国大統領ニクソンが大統領再選を目指して、ホワイトハウス外に作った資金集めのための非公式組織。再選活動の他、マネーロンダリング及び裏金運用を行っており、ウォーターゲート事件に直接関与していた。

## 概要
大統領再選委員会はニクソン再選のために集めた資金500,000ドルを、隠匿と偽証に問われたウォーターゲートの5人の不法侵入強盗犯の法的処置に使用した。そのため不法侵入強盗事件が大きな政治スキャンダルにつながった。これらの強盗犯とニクソン政権下のG・ゴードン・リディ、エヴェレット・ハワード・ハント、ジョン・N・ミッチェルは不法侵入と事実隠匿の罪で懲役刑を受けた。

## 関係者
- 委員長　フランシス・L・デール：実業家、元アメリカ合衆国国連大使
- 責任者　ジョン・N・ミッチェル：前司法長官
- 責任者の特別補佐官　フレデリック・C・“ブッバ”・ラルー
- 政治部長　ロバート・C・マーディアン：前司法次官
- 総務部長　ジェブ・スチュアート・マグルーダー：（副責任者）
- 財務委員長　モーリス・H・スタンズ：前商務長官
- 財務部長　ヒュー・W・スローンJr
- 財務部顧問　G・ゴードン・リディ